# 仮面ライアー217
仮面ライアー217（かめんらいあーにいな、1990年〈平成2年〉6月14日 - ）は、日本の女性ダンサー、振付師、YouTuber。
東京都出身。身長165cm、血液型O型。本名は齋藤 仁以那（さいとう にいな）。
音楽グループ・ギルティハーツおよびCOJIRASE THE TRIPのメンバーとして2022年まで活動していた。現在はバケモノバケツ委員会として活動している。

## 概要
「踊ってみた動画」を中心に活動する人気踊り手。キレのあるダンスと明るいキャラクターで注目を集め、振付師としても活躍。ダンスユニット「ギルティハーツ」「COJIRASE THE TRIP」「バケモノバケツ委員会」のメンバーとしても知られる。

## 経歴

### 幼少期～学生時代
2歳からモダンバレエを始め、約10年間続ける。反抗期で一時ダンスから離れるが、兄の影響でEXPG（EXILE PROFESSIONAL GYM）に入校。中学～高校時代にレッスンを受け、EXILEツアーのサポートダンサーとしても参加した。

### 動画投稿活動の開始
2011年頃からニコニコ動画で「踊ってみた」ジャンルに参入。初投稿はバイトの休憩中に振り付けを考え、帰宅後に動画をガラケーで撮影したという。

### グループ活動
2012年：ギルティハーツに加入（2014年脱退）
2015年：COJIRASE THE TRIP結成（2022年解散）
2018年：バケモノバケツ委員会に加入

### 振付師・アーティスト活動
GARNiDELiAの「極楽浄土」のMVに出演し、動画は9800万回以上再生されるなど話題に。振付師としても多くの作品に関わっていた。

### その他の活動
アパレルブランド「7171ni（ナイナイニー）」を立ち上げ、洋服のデザインにも携わる。

## 人物
- 明るく親しみやすい性格で、ファンや仲間との交流を大切にしている。
- 趣味はフィギュア収集で、自宅には800体以上のフィギュアがあるという。
- 活動名「仮面ライアー」は「仮面ライダー」から着想を得ており、「217」は本名「仁以那」に由来する。